# Althen-des-Paluds
Althen-des-Paluds település Franciaországban, Vaucluse megyében. Lakosainak száma 2881 fő (2022. január 1.). Althen-des-Paluds Entraigues-sur-la-Sorgue, Monteux, Pernes-les-Fontaines és Bédarrides községekkel határos.

## Népesség
A település népességének változása:
| Lakosok száma | 2683 | 2749 | 2836 | 2823 | 2860 | 2851 | 2824 | 2802 | 2881 |
|               | 2013 | 2015 | 2016 | 2017 | 2018 | 2019 | 2020 | 2021 | 2022 |